# Castiglione Messer Raimondo
Castiglione Messer Raimondo est une commune de la province de Teramo dans les Abruzzes en Italie.

## Administration
| Période                                  | Période  | Identité            | Étiquette | Qualité |
| ---------------------------------------- | -------- | ------------------- | --------- | ------- |
| 14 juin 2004                             | En cours | Giuseppe Di Michele | Destra    |         |
| Les données manquantes sont à compléter. |          |                     |           |         |

### Hameaux
Appignano, Borea Santa Maria, Bozzano, Cesi, Piane, San Giorgio, Vorghe

### Communes limitrophes
Bisenti, Castilenti, Cellino Attanasio, Montefino, Penne (PE)